# جوروبا فالي
جوروبا فالي (بالإنجليزية: Jurupa Valley, California)‏ هي مدينة تقع في مقاطعة ريفيرسايد، كاليفورنيا بولاية كاليفورنيا في الولايات المتحدة. تأسست عام 2011، تبلغ مساحة هذه المدينة 112.7 (كم²)، وترتفع عن سطح البحر  م، بلغ عدد سكانها 97496 نسمة في عام 2012 حسب إحصاء مكتب تعداد الولايات المتحدة .

## المناخ
يظهر الجدول التالي التغييرات المناخية على مدار السنة لجوروبا فالي:
| البيانات المناخية لـجوروبا فالي   | البيانات المناخية لـجوروبا فالي | البيانات المناخية لـجوروبا فالي | البيانات المناخية لـجوروبا فالي | البيانات المناخية لـجوروبا فالي | البيانات المناخية لـجوروبا فالي | البيانات المناخية لـجوروبا فالي | البيانات المناخية لـجوروبا فالي | البيانات المناخية لـجوروبا فالي | البيانات المناخية لـجوروبا فالي | البيانات المناخية لـجوروبا فالي | البيانات المناخية لـجوروبا فالي | البيانات المناخية لـجوروبا فالي | البيانات المناخية لـجوروبا فالي |
| الشهر                             | يناير                           | فبراير                          | مارس                            | أبريل                           | مايو                            | يونيو                           | يوليو                           | أغسطس                           | سبتمبر                          | أكتوبر                          | نوفمبر                          | ديسمبر                          | المعدل السنوي                   |
| --------------------------------- | ------------------------------- | ------------------------------- | ------------------------------- | ------------------------------- | ------------------------------- | ------------------------------- | ------------------------------- | ------------------------------- | ------------------------------- | ------------------------------- | ------------------------------- | ------------------------------- | ------------------------------- |
| الدرجة القصوى °ف (°م)             | 91 (33)                         | 92 (33)                         | 100 (38)                        | 101 (38)                        | 107 (42)                        | 110 (43)                        | 110 (43)                        | 112 (44)                        | 115 (46)                        | 108 (42)                        | 99 (37)                         | 92 (33)                         | 115 (46)                        |
| متوسط درجة الحرارة الكبرى °ف (°م) | 67 (19)                         | 68 (20)                         | 71 (22)                         | 77 (25)                         | 80 (27)                         | 88 (31)                         | 93 (34)                         | 95 (35)                         | 91 (33)                         | 83 (28)                         | 74 (23)                         | 69 (21)                         | 80 (27)                         |
| متوسط درجة الحرارة الصغرى °ف (°م) | 42 (6)                          | 44 (7)                          | 46 (8)                          | 48 (9)                          | 53 (12)                         | 58 (14)                         | 64 (18)                         | 66 (19)                         | 62 (17)                         | 53 (12)                         | 45 (7)                          | 42 (6)                          | 52 (11)                         |
| أدنى درجة حرارة °ف (°م)           | 24 (−4)                         | 27 (−3)                         | 28 (−2)                         | 31 (−1)                         | 32 (0)                          | 44 (7)                          | 49 (9)                          | 48 (9)                          | 42 (6)                          | 31 (−1)                         | 26 (−3)                         | 23 (−5)                         | 22 (−6)                         |
| الهطول إنش (مم)                   | 3.45 (88)                       | 3.62 (92)                       | 2.91 (74)                       | .88 (22)                        | .26 (6.6)                       | .03 (0.76)                      | .05 (1.3)                       | .15 (3.8)                       | .27 (6.9)                       | .56 (14)                        | 1.34 (34)                       | 2.72 (69)                       | 16.24 (412)                     |
| متوسط أيام هطول الأمطار           | 6.6                             | 7.2                             | 5.3                             | 3.5                             | 1.4                             | 0.3                             | 0.8                             | 1.0                             | 1.3                             | 2.5                             | 4.4                             | 6.4                             | 40.7                            |
| [بحاجة لمصدر]                     |                                 |                                 |                                 |                                 |                                 |                                 |                                 |                                 |                                 |                                 |                                 |                                 |                                 |